# William Rashkind
William J. Rashkind (ur. 12 lutego 1922 w Paterson, New Jersey, zm. 6 lipca 1986) – amerykański kardiolog.
Pracował w szpitalu dziecięcym w Filadelfii. Najbardziej znany jest ze swojego wkładu w leczenie wrodzonych wad serca. Wprowadził balonową septostomię przedsionkową Rashkinda, która stosowana jest w tak zwanych przewodozależnych wadach serca. Polega on na udrożnieniu i powiększeniu otworu owalnego, mający na celu zachowanie przecieku pomiędzy prawym (krążenie małe) i lewym sercem (krążenie duże). Stosowany jest np. w leczeniu transpozycji wielkich naczyń.